# Анонімні Наркомани

Символ групи АН(авторство належить Джіммі Кіннону)

Символ обслуговування АН(авторство належить Джіммі Кіннону

Анонімні Наркомани (АН, англ. Narcotics Anonymous (NA)) — міжнародне некомерційне товариство жінок та чоловіків, що одужують від наркотичних речовин, зустрічі яких проходять з метою припинення вживання наркотичних засобів та допомоги один одному розпочати нове життя без речовин, що змінюють свідомість. Товариство «Анонімні Наркомани» є некомерційним та нерелігійним, толерантним до сексуальної орієнтації, не займається лікуванням, не надає психіатричну та медичну допомогу та не належить до медичних закладів та реабілітаційних центрів. Товариство АН не надає роботу, юридичні, фінансові та медичні послуги. Міжнародне Товариство «Анонімні Наркомани», засноване у 1953, є одним із найдавніших та найвідоміших товариств схожого типу у світі. Перша група АН в Україні відбулась у 1991 році. На сьогодні статистика налічує 70000 зустрічей на 75 мовах у тиждень в усьому світі, з них більш ніж 340 зустрічей на тиждень в 46 містах України.

## Історія АН
Товариство «Анонімні Наркомани» розпочало своє формування у кінці 40-х років ХХ ст. на основі товариства «Анонімні Алкоголіки» (англ. Alcoholics Anonymous). Перша зустріч АН відбулась у 1953 в Каліфорнії (США), розпочавши свою офіційну історію. Спочатку суспільство не підтримувало, насторожено , а інколи, навіть, вороже ставилось до товариства АН. Однак, після росту та розвитку Товариство АН все ж отримало позитивну репутацію та визнання у всьому світі. На сьогодні зустрічі товариства АН проводяться у 2/3 існуючих 195 країн світу.
1978 — у 3 країнах зареєстровано більше 200 груп АН.
1983 — більш ніж у 12 країнах проводиться 2966 зустрічей АН на тиждень.
1993 — у 60 країнах більше 13 000 груп проводять 19 000 зустрічей на тиждень.
2003 — у 108 країнах 20 000 груп проводять більш ніж 30 000 зустрічей на тиждень.
2005 — у 116 країнах 21 500 груп проводять більш ніж 33 500 зустрічей на тиждень.
2007 — у 127 країнах 25 065 груп проводять 43 900 зустрічей на тиждень.
2010 — у 130 країнах проводиться більше 58 600 зустрічей на тиждень.
2018 — у 144 країнах світу проходить більш ніж 70 000 зустрічей на тиждень.   

## Історія АН в Україні
Перша група АН відкрилася ще за часів СРСР, а саме 1 серпня 1991 року на території туберкульозного диспансеру м. Одеса, в приміщенні Свято-Архангело-Михайлівського жіночого монастиря. Назва групи була "Фонарь" і це була друга група АН на території СРСР, перша група, на той час, була в Ленінграді. 1991 рік став початком історії українського товариства АН. Довгий час група АН в Одесі проводила лише одну зустріч на тиждень, куди приходили декілька чоловік. У 1993 в Києві було відкрито другу групу АН в Україні. За даними на серпень 2021 року в Україні існує 87 груп у 46 містах, якими проводиться більше ніж 340 зустрічей щотижня  . Зростання Товариства АН в Україні постійно збільшується. Це говорить про те, що АН працює у житті багатьох залежних і доступне для всіх, хто шукає одужання від наркотичної залежності. Карантинні обмеження COVID-19 стали причиною появи великої кількості онлайн-груп Анонімних Наркоманів, і як показав час, онлайн-формат проведення зборів став вкрай придатним для Товариства - на 12 січня 2024 року в Україні існує 11 онлайн-груп, які проводять 108 онлайн-зборів на тиждень. 

## Що являє собою програма «Анонімні Наркомани»?
Основа програми одужання Анонімних Наркоманів - послідовність особистих вчинків, відомих як «Дванадцять Кроків». Головною ідеєю Товариства «Анонімні Наркомани» є те, що будь-яка залежна людина може припинити вживання наркотичних засобів, втратити бажання вживати та знайти новий шлях у житті. Ця ідея окреслила єдину мету товариства АН — надати інформацію про можливість одужання тим, хто ще вживає наркотики та страждає від залежності. Програма АН адаптована з програми Анонімних Алкоголіків. "Дванадцять Кроків" — це принципи програми, що роблять одужання від наркотичної залежності можливим.
«12 Кроків» являють собою:
- визнання наявності проблеми залежності і неможливості впоратися з нею власними силами;

- звернення за допомогою;

- формування довіри до світу та людей;
- чесний погляд на себе;
- зміна своєї поведінки;
- відшкодування заподіяних коли-небудь збитків собі та іншим;
- допомога охочим до одужання іншим залежним;
- і, як результат, набуття нового способу життя.

## Як діє Програма?
У АН вважають, що допомога одного залежного іншому володіє ні з чим незрівнянною терапевтичною цінністю. АН — непрофесійне Товариство і використовує все, що допомагає одужувати іншим залежним, які за допомогою Товариства «Анонімні Наркомани» мають нове життя без наркотиків. Програма АН використовує дуже просту концепцію залежності, орієнтовану на особистому досвіді таких-же залежних. Анонімні Наркомани не використовують термін «хвороба» ні в якому медичному або психотерапевтичному сенсі, при цьому АН не роблять спроб переконати інших людей у правильності своїх уявлень. Учасники Товариства домовилися вважати залежність хворобою, щоб ефективно допомагати один одному, користуючись відповідними до ситуації спеціальними термінами. Одужання в АН стало можливим завдяки принципам, відомих як 12 Кроків Анонімних Наркоманів.
Ось перелік тих принципів, які  використовують в АН:
12 Кроків Анонімних Наркоманів
1. Ми визнали, що ми були безсилі перед своєю залежністю, що ми втратили контроль над власним життям.
2. Ми прийшли до віри, що Сила могутніша за нас може повернути нам здоровий глузд.
3. Ми прийняли рішення довірити нашу волю та наше життя під опіку Бога, як ми Його розуміли.
4. Ми провели ретельну та безстрашну моральну інвентаризацію самих себе.
5. Ми визнали перед Богом, собою та будь-якою іншою людиною справжню природу наших проступків.
6. Ми були повністю готові, щоб Бог позбавив нас всіх вад нашого характеру.
7. Ми з покорою попросили Його звільнити нас від наших недоліків.
8. Ми склали перелік всіх людей, яким ми завдали шкоди і стали готовими загладити свою провину перед ними усіма.
9. Ми зробили безпосереднє відшкодування кожному з цих людей, де тільки можливо, окрім тих випадків, коли це могло нашкодити їм або іншим.
10. Ми продовжували особисту інвентаризацію та допускаючись помилок, відразу визнавали це.
11. Ми шукали через молитву та медитацію покращення нашого свідомого контакту з Богом, як ми Його розуміли. Молячись, лише про знання Його волі для нас та сили для її здійснення.
12. Досягнувши духовного пробудження, як результат цих кроків, ми намагалися донести цю звістку до залежних та застосовувати ці принципи в усіх наших справах.
Члени Товариства вважають, що їхній підхід до поняття залежності як хвороби є цілком реальним тому що терапевтичній цінності допомоги одного залежного іншому немає аналогів. Також в товаристві АН вважають, що  шлях  АН практичний: один залежний може краще зрозуміти і допомогти іншому залежному. Члени товариства АН вірять, що чим швидше вони зустрінуться із своїми проблемами у суспільстві та в повсякденному житті, тим швидше зможуть стати прийнятними, відповідальними та продуктивними членами суспільства. Єдиним шляхом утримання залежної людини від повернення до активного вживання наркотичних засобів — не допустити першого вживання наркотичного засобу. У товаристві АН кажуть, що одного разу забагато, а тисячі — ніколи не достатньо. Товариство АН звертає на це увагу, бо знає на власному досвіді, що вживаючи наркотичні засоби в будь-якій формі, чи замінюючи їх, одужуюча людина знову запускає механізм залежності. Думка про алкоголь, який ніби відрізняється від наркотичних засобів, стала причиною рецидивів у багатьох членів Товариства. До приходу у Товариство АН багато з членів АН сприймали алкоголь, як щось окреме. В АН сприймають алкоголь як наркотичний засіб. Члени товариства АН — це люди з хворобою залежності, які повинні утримуватися від усіх видів наркотичних засобів для свого одужання.
Члени Товариства визнають, що АН - всього лише одна організація серед багатьох, що займаються проблемами залежності. АН вважають, що домоглися значних успіхів у вирішенні власних проблем із залежністю, але зовсім не стверджують, що мають універсальну програму  для всіх залежних  у всіх обставинах, та не стверджують, що їх психотерапевтичні подавання повинні бути прийняті усіма.

## АН і "анонімність"
Анонімність – духовна основа усіх традицій в Товаристві АН. Загалом, Товариство АН вважає, що принципи важніше особистості. Управління товариством здійснюється завдяки принципам, а не людям. АН не використовує пропаганди, члени товариства АН відкрито діляться з усіма змістом програми одужання, не повідомляючи власних імен. У Товаристві АН не зберігаються списки членів та історії їхніх хвороб, не займаються дослідженнями, не ставлять медичні діагнози, не дають характеристики адвокатам, поліції, судам та соціальним службам. Члени АН, виступаючи у засобах масової інформації та розповідаючи про діяльність АН також дотримуються особистої анонімності. У АН вважають, що їхні ідеї є досить привабливими, щоб не використовувати особистий авторитет членів АН, інформуючи суспільство про Товариство. Вже сьогодні мільйони людей, багато з яких вважалися раніше безнадійно хворими , мають можливість жити нормальним життям завдяки Програмі АН .

## Мета АН
Кожна група Товариства «Анонімні Наркомани» має лише одну головну мету — надати інформацію про можливість одужання тим, хто ще вживає наркотики та страждає від залежності. Вже понад 60 років основна ідея товариства АН залишається незмінною — кожний, абсолютно кожний залежний може припинити вживати наркотики, втратити бажання вживати та знайти новий шлях у житті.

## Участь у Товаристві АН
Єдиною умовою для членства в Товаристві «Анонімні Наркомани» є бажання припинити вживання наркотиків. АН не входить до складу інших організацій, в товаристві АН не платять вступних або членських внесків, не підписують гарантій і нікому не дають ніяких обіцянок. Товариство АН не пов'язане з політичними, релігійними або правоохоронними установами, ніхто і ніколи не здійснює над ними нагляд. Участь в Товаристві «Анонімні Наркомани» безкоштовна. Кожен з членів вже заплатив за право одужувати своїм власним болем. 

## Зустрічі АН
Основою Товариства "Анонімні Наркомани" є зустрічі груп товариства АН. Приєднатися до АН може кожен, незалежно від віку, національності, сексуальної орієнтації, переконань, релігії чи її відсутності. На зустрічах АН члени товариства приймають кожного залежного, для якого наркотики стали серйозною проблемою. Для АН не має значення звідки людина прийшла, яке отримала виховання, освіту і чим займається — двері АН відкриті для кожного. Кожна група самодостатня і керується принципами, спільними для всього Товариства АН. Анонімні Наркомани не мають ієрархічної керівної структури. Групи не мають у своїй власності ніяких лікувальних підрозділів та орендують місце для проведення зборів в приміщеннях, що належать громадським, релігійним або медичним організаціям. Зустрічі АН можуть бути «відкритими», де може бути присутньою будь-яка людина, або «закритими», куди приходять лише наркотично залежні люди. Зустрічі проводять лише члени АН, а інші учасники групи по черзі розповідають про свій досвід одужання від залежності. Зустрічі груп АН проходять у спеціально встановленому порядку. У першій частині зустрічі присутні, назвавши свої імена (але не прізвища) і своє ставлення до проблеми залежності, можуть, якщо хочуть, висловитися з обговорюваної на даній зустрічі теми. Під час групи учасники висловлюються по одному. Заборонено перебивати виступаючого, кидати репліки. На зустрічах АН не прийнято оцінювати чужі висловлювання, коментувати їх, задавати та відповідати на запитання. Не прийнято ставити виступаючим запитання і вступати з ними або з іншими присутніми на зустрічі в дискусії. Виступаючі говорять про себе і свій досвід, не обговорюючи чужих проблем і вчинків, уникаючи загальних міркувань і узагальнень. Друга частина зустрічі супроводжується чашкою чаю чи кави, спілкування вже нічим не обмежено, хоча, і тут члени оминають розмови на теми, що не мають безпосереднього відношення до одужання від залежності, оскільки головна і єдина мета цих груп - допомога у вирішенні проблем, пов'язаних із залежністю. Все, що проголошується на зустрічі, є конфіденційним і не підлягає розголошенню поза стінами групи. Мета цих правил - створити довірчу атмосферу на групі, що дозволяє без страху чужої оцінки, критики або осуду поділитися з іншими одужуючими залежними своїми проблемами та досвідом одужання в АН.

## Ставлення до релігії
Анонімні Наркомани — це духовна, але не релігійна програма. Право на Бога в своєму особистому розумінні є спільним для всіх, в ньому немає ніяких хитрощів. Це означає, що в Товариство «Анонімні Наркомани» приходять наркотично залежні люди, які мають різні віросповідання і представляють широке коло конфесій, а також атеїсти і агностики. Найважливіше в програмі - акцент на тому, що позначається як «духовне пробудження». «Духовне пробудження» має суто практичну цінність та не має на меті експорт філософських або метафізичних ідей. Цією ідеєю  досягається легкість подолання Програмою АН кордонів між культурами. Товариство Анонімні Наркомани не є релігійною організацією і заохочує кожного члена Товариства до свого розуміння «духовного пробудження», неважливо - релігійного чи ні.

## Офіційні сайти АН
- Анонімні Наркомани. світовий сайт [Архівовано 11 серпня 2011 у WebCite]
- Анонімні Наркомани України. офіційний сайт [Архівовано 9 квітня 2022 у Wayback Machine.]